# Quiste epidermoide
Un quiste epidermoide o quiste sebáceo es un saco con características benignas que se origina del ectodermo embrionario. Histológicamente un quiste epidermoide consiste en una delgada capa de epitelio escamoso. Por lo general suelen ser quistes firmes o fluctuantes, asintomáticos que crecen lentamente principalmente en el tronco, cuello, cara, escroto o detrás de las orejas. En mujeres tiende a ser especialmente frecuente en los labios genitales. A menudo aparecen de un folículo sebáceo desgarrado.

## Etiología
El término quiste sebáceo se usa con poca frecuencia, pero un quiste epidermoide nace de una obstrucción del conducto de una glándula sebácea asociado a un folículo piloso. Ocasionalmente lleva a la aparición de un conducto largo y delgado que abre hacia la piel. Otras causas incluyen los defectos de los ductos sebáceos o la implantación traumática de una superficie epitelial por debajo de la piel.
En ocasiones, estos quistes pueden resultar infectados y formar abscesos dolorosos.